# 橫帶雙冠麗魚
橫帶雙冠麗魚，為輻鰭魚綱鱸形目隆頭魚亞目慈鯛科的其中一種，分布於中美洲尼加拉瓜Xiloa湖流域，為特有種，棲息深度3-10公尺，體長可達15.5公分，棲息在中底層水域，生活習性不明。

## 擴展閱讀
維基物種上的相關：橫帶雙冠麗魚